# 稀土 (期刊)
《稀土》是中国稀土学会的会刊，其栏目包括研究论文、综述、产业与市场等范围。其EI影响因子在2015年为1.020。该杂志被中文核心期刊、CA、EI、SCOPUS、JST等数据库收录。